# Skilanglauf-Far-East-Cup 2019/20
Der Skilanglauf-Far-East-Cup  2019/20 war eine von der FIS organisierte Wettkampfserie, die zum Unterbau des Skilanglauf-Weltcups 2019/20 gehörte. Sie begann am 16. Dezember 2019 in Pyeongchang und endete am 20. Januar 2020 in Pyeongchang. Die Gesamtwertung bei den Männern gewann wie im Vorjahr Hikari Fujinoki. Bei den Frauen wurde Lee Chae-won in der Gesamtwertung Erste, die zwei der sechs Rennen gewann.

## Männer

### Resultate
| Datum             | Austragungsort | Disziplin           | Sieger             | Zweiter              | Dritter              |
| ----------------- | -------------- | ------------------- | ------------------ | -------------------- | -------------------- |
| 16. Dezember 2019 | Pyeongchang    | 10 km klassisch     | Michail Sosnin     | Hikari Fujinoki      | Yaroslav Katlyarchuk |
| 17. Dezember 2019 | Pyeongchang    | 10 km Freistil      | Michail Sosnin     | Yaroslav Katlyarchuk | Hikari Fujinoki      |
| 26. Dezember 2019 | Otoineppu      | 10 km klassisch     | Naoto Baba         | Hiroyuki Miyazawa    | Takanori Ebina       |
| 27. Dezember 2019 | Otoineppu      | 10 km Freistil      | Naoto Baba         | Hiroyuki Miyazawa    | Masato Tanaka        |
| 6. Januar 2020    | Sapporo        | 10 km klassisch     | Wettkampf abgesagt | Wettkampf abgesagt   | Wettkampf abgesagt   |
| 7. Januar 2020    | Sapporo        | Sprint klassisch    | Wettkampf abgesagt | Wettkampf abgesagt   | Wettkampf abgesagt   |
| 8. Januar 2020    | Sapporo        | 15 km Freistil Mst. | Wettkampf abgesagt | Wettkampf abgesagt   | Wettkampf abgesagt   |
| 19. Januar 2020   | Pyeongchang    | 10 km klassisch     | Lee Geon-yong      | Kim Min-woo          | Jeong Jong-won       |
| 20. Januar 2020   | Pyeongchang    | 10 km Freistil      | Kim Eun-ho         | Kim Min-woo          | Jeong Jong-won       |
| 21. März 2020     | Shiramine      | Sprint Freistil     | Wettkampf abgesagt | Wettkampf abgesagt   | Wettkampf abgesagt   |
| 22. März 2020     | Shiramine      | 15 km klassisch     | Wettkampf abgesagt | Wettkampf abgesagt   | Wettkampf abgesagt   |

### Gesamtwertung Männer
| Rang | Name              | Punkte |
| ---- | ----------------- | ------ |
| 1    | Hikari Fujinoki   | 285    |
| 2    | Kim Min-woo       | 270    |
| 3    | Lee Geon-yong     | 242    |
| 4    | Jeong Jong-won    | 202    |
| 5    | Naoto Baba        | 200    |
| 6    | Takahiro Suzuki   | 180    |
| 7    | Kim Eun-ho        | 178    |
| 8    | Akihito Uda       | 169    |
| 9    | Hiroyuki Miyazawa | 160    |
| 10   | Tomoki Sato       | 122    |

| Rang | Name             | Punkte |
| ---- | ---------------- | ------ |
| 11.  | Byun Ji-yeong    | 119    |
| 12.  | Park Seong-beom  | 115    |
| 13.  | Lee Joon-seo     | 114    |
| 14.  | Takanori Ebina   | 100    |
| 15.  | Lee Ho-jin       | 98     |
| 16.  | Haruki Yamashita | 95     |
| 17.  | Masato Tanaka    | 92     |
| 17.  | Kim Dong-hyun    | 92     |
| 19.  | Kim Jyeon-su     | 85     |
| 20.  | Kim Dae-hyun     | 84     |

| Rang | Name            | Punkte |
| ---- | --------------- | ------ |
| 21.  | Lee Jin-bol     | 82     |
| 21.  | Kim Jin-hyeong  | 82     |
| 23.  | Cho Yong-jin    | 79     |
| 24.  | Hyuga Otaki     | 69     |
| 25.  | Munefumi Kodama | 60     |
| 25.  | Hong Yeon-ki    | 60     |
| 27.  | Ryo Hirose      | 55     |
| 28.  | Yuito Habuki    | 44     |
| 29.  | Lee Dong-chan   | 43     |
| 29.  | Kim Hak-yeon    | 43     |

## Frauen

### Resultate
| Datum             | Austragungsort | Disziplin           | Sieger             | Zweiter            | Dritter            |
| ----------------- | -------------- | ------------------- | ------------------ | ------------------ | ------------------ |
| 16. Dezember 2019 | Pyeongchang    | 5 km klassisch      | Anastasiya Dubova  | Lee Eui-jin        | Lee Chae-won       |
| 17. Dezember 2019 | Pyeongchang    | 5 km Freistil       | Anastasiya Dubova  | Lee Eui-jin        | Lee Chae-won       |
| 26. Dezember 2019 | Otoineppu      | 5 km klassisch      | Masako Ishida      | Masae Tsuchiya     | Yukari Tanaka      |
| 27. Dezember 2019 | Otoineppu      | 5 km Freistil       | Masako Ishida      | Shiori Yokohama    | Miki Kodama        |
| 6. Januar 2020    | Sapporo        | 5 km klassisch      | Wettkampf abgesagt | Wettkampf abgesagt | Wettkampf abgesagt |
| 7. Januar 2020    | Sapporo        | Sprint klassisch    | Wettkampf abgesagt | Wettkampf abgesagt | Wettkampf abgesagt |
| 8. Januar 2020    | Sapporo        | 10 km Freistil Mst. | Wettkampf abgesagt | Wettkampf abgesagt | Wettkampf abgesagt |
| 19. Januar 2020   | Pyeongchang    | 5 km klassisch      | Lee Chae-won       | Lee Eui-jin        | Han Da-som         |
| 20. Januar 2020   | Pyeongchang    | 5 km Freistil       | Lee Chae-won       | Han Da-som         | Lee Eui-jin        |
| 21. März 2020     | Shiramine      | Sprint Freistil     | Wettkampf abgesagt | Wettkampf abgesagt | Wettkampf abgesagt |
| 22. März 2020     | Shiramine      | 10 km klassisch     | Wettkampf abgesagt | Wettkampf abgesagt | Wettkampf abgesagt |

### Gesamtwertung Frauen
| Rang | Name            | Punkte |
| ---- | --------------- | ------ |
| 1    | Lee Chae-won    | 360    |
| 2    | Lee Eui-jin     | 340    |
| 3    | Je Sang-mi      | 210    |
| 4    | Masako Ishida   | 200    |
| 4    | Lee Ji-ye       | 200    |
| 6    | Lim Ga-eul      | 153    |
| 7    | Ham Hae-yeong   | 142    |
| 8    | Han Da-som      | 140    |
| 9    | Moon So-youn    | 134    |
| 10   | Shiori Yokohama | 125    |

| Rang | Name            | Punkte |
| ---- | --------------- | ------ |
| 11.  | Masae Tsuchiya  | 109    |
| 12.  | Yukari Tanaka   | 105    |
| 12.  | Kim Bo-ra       | 105    |
| 14.  | Miki Kodama     | 100    |
| 15.  | Kim Ji-min      | 88     |
| 16.  | Yu Ji-seon      | 84     |
| 17.  | Kang Da-vin     | 81     |
| 18.  | Chika Kobayashi | 79     |
| 19.  | Yuka Watanabe   | 76     |
| 19.  | Jeon Jae-eun    | 76     |

| Rang | Name             | Punkte |
| ---- | ---------------- | ------ |
| 21.  | Kozue Takizawa   | 74     |
| 22.  | Jeong Maria      | 72     |
| 23.  | Rin Sobue        | 62     |
| 24.  | Chae Ka-eun      | 55     |
| 25.  | Yu Kaisaka       | 48     |
| 26.  | Nodoka Tochitani | 47     |
| 27.  | Ha Tae-kyung     | 46     |
| 28.  | Hikari Miyazaki  | 44     |
| 28.  | Chika Honda      | 44     |
| 30.  | Huh Yoo-jin      | 40     |